# Francisco Beltrán (villista)

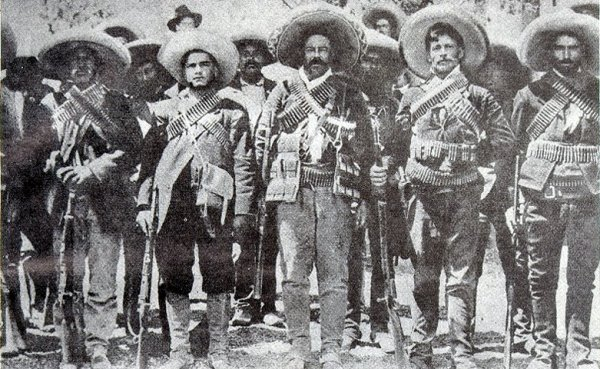
De izquierda a derecha, Generales: Candelario Cervantes, Pablo López Aguirre, Francisco Villa, Francisco Beltrán y Martín López Aguirre.

General Francisco Beltrán fue un militar mexicano que participó en la Revolución mexicana. Beltrán fue uno de los principales generales villistas durante la decadencia del movimiento. Originario de un pueblo de Oaxaca, Santa Maria Jalapa Del Marqués, Beltrán solía quedar como general en jefe durante la ausencia de Francisco Villa. El 9 de marzo de 1916, los generales Francisco Villa, Martín López Aguirre, Candelario Cervantes, Francisco Beltrán y Pablo López Aguirre, atacaron la población de Columbus, Nuevo México, combate conocido como la Batalla de Columbus. Fue muerto en un ataque que el general Lázaro Cárdenas del Río hizo a la población de Nogales.